# Papeška akademija znanosti
Papeška akademija znanosti (latinsko Pontificia Academia Scientiarum) je znanstvena akademija v Vatikanu, ki jo je leta 1936 ustanovil papež Pij XI.

## Povezave
- Uradna domača stran